# Brenda Clark
Pour les articles homonymes, voir Clark.
Brenda Clark (10 février 1955 à Toronto dans la province de l'Ontario au Canada - ) est une illustratrice canadienne.

## Biographie
Brenda a toujours regretté de ne pas s'être intéressée davantage à la lecture lorsqu'elle était plus jeune. Aujourd'hui, elle se rend compte à quel point la pratique de la lecture est importante, même pour dessiner. 
Dès ses premières années à l'école, Brenda montre beaucoup d'intérêt pour les images et les dessins. Ses premières œuvres sont publiées dans le journal de son école. Tout comme autrefois, Brenda aime voir ses œuvres publiées, même si quelquefois il lui arrive d'être déçue, notamment lorsque les couleurs virent à l'impression. 
Brenda est aujourd'hui essentiellement connue pour son travail en collaboration avec Paulette Bourgeois sur la célèbre série télévisée Franklin. C'est elle qui illustre les aventures de Franklin connues dans le monde entier. Brenda se souvient qu'au début, Franklin avait nécessité quelques retouches car on le prenait souvent pour un lézard ou même un perroquet. Brenda a cherché à rendre le personnage plus attirant en le transformant en tortue et en lui attribuant des expressions humaines.
Brenda Clark est nommée membre de l'Ordre du Canada en 2014,.